# Pinus gerardiana
Pinus gerardiana ist ein mittelgroßer, immergrüner Nadelbaum aus der Gattung der Kiefern (Pinus) mit zu dritt wachsenden, 5 bis 10 Zentimeter langen Nadeln. Die Samenzapfen erreichen eine Länge von 12 bis 20 Zentimetern. Die Stammborke löst sich in unregelmäßigen Schuppen. Das natürliche Verbreitungsgebiet liegt im Westen des Himalaya, in Afghanistan, China, Indien und Pakistan. Die Art wird in der Roten Liste der IUCN als gering gefährdet eingestuft. Wirtschaftliche Bedeutung haben besonders die großen, ölreichen und essbaren Samen.

## Beschreibung

### Erscheinungsbild
Pinus gerardiana wächst als immergrüner, bis zu 25 Meter aber meist nur 15 bis 18 Meter hoher Baum. Der Stamm erreicht einen Brusthöhendurchmesser von 80 bis 100 Zentimetern und verzweigt sich meist nahe am Boden oder die Art wächst mehrstämmig. Die Stammborke ist glatt, hart und löst sich in unregelmäßigen, dünnen Schuppen ab, die helle Flecken freilegen, die sich von gelbgrün oder blassgrün bis weißgrau verfärben und so ein mehrfarbiges Muster auf größeren Ästen und ein grauweißes Muster am Stamm bilden. Die Borke am unteren Teil des Stammes kann bei älteren Bäumen rau und rissig sein. Die Hauptäste sind lang und stehen ausgebreitet oder aufsteigend und bilden bei jungen Bäumen eine konische Krone, bei älteren eine sehr breite, offene Krone. Benadelte Zweige sind dünn oder dick, glatt, unbehaart und gelblich grün bis olivgrün.

### Knospen und Nadeln
Die vegetativen Knospen sind eiförmig, rötlich braun und nicht harzig. Die Nadeln wachsen zu dritt in einer 1 bis 2 Zentimeter langen, basalen Nadelscheide, deren Schuppen nach zwei Jahren abfallen. Die Nadeln bleiben zwei bis drei Jahre am Baum. Sie sind graugrün oder dunkelgrün, gerade oder gebogen, steif und spreizend, 5 bis 10 Zentimeter lang, dünn mit einem dreieckig-fächerförmigen Querschnitt und einem Durchmesser von etwa 1 Millimeter. Auf den zwei adaxialen Nadelseiten gibt es Spaltöffnungslinien. Es werden vier bis sieben große Harzkanäle gebildet.

### Zapfen und Samen
Die Pollenzapfen wachsen spiralig angeordnet in Gruppen an der Basis junger Triebe. Sie sind gelblich braun, eiförmig-zylindrisch und 7,5 bis 15 Millimeter lang. Die Samenzapfen wachsen einzeln, sitzend oder kurz gestielt an den Seiten junger Triebe. Sie sind geöffnet länglich-eiförmig mit einer mehr oder weniger abgeflachten Basis, 12 bis 20 selten bis 23 Zentimeter lang und 8 bis 11 selten bis 13 Zentimeter breit. Sie verbleiben noch zwei bis drei Jahre nach der Reife am Baum. Die 75 bis 90 Samenschuppen sind dick holzig, steif, in der Mitte des Zapfens 3,5 bis 5 Zentimeter lang und 2 bis 2,5 Zentimeter breit und öffnen sich weit. Sie sind anfangs grün, bei Reife hell rötlich braun. Auf der adaxialen Seite befinden sich zwei tiefe Höhlungen, welchen die Samen enthalten. Die Apophyse ist stark ausgeprägt, zurückgebogen und längs gerillt. Die Spitze der Schuppen nahe der Basis des Zapfens ist stark gebogen. Der Umbo liegt dorsal und bildet einen zurückgebogen Haken mit stumpfer Spitze.
Die Samen sind schwarz, asymmetrisch, eiförmig-länglich bis mehr oder weniger zylindrisch, groß mit einer Länge von 20 bis 25 Millimetern und 8 bis 12 Millimeter breit. Der Samenflügel ist nur schwach entwickelt und bleibt an der Samenschuppe zurück.

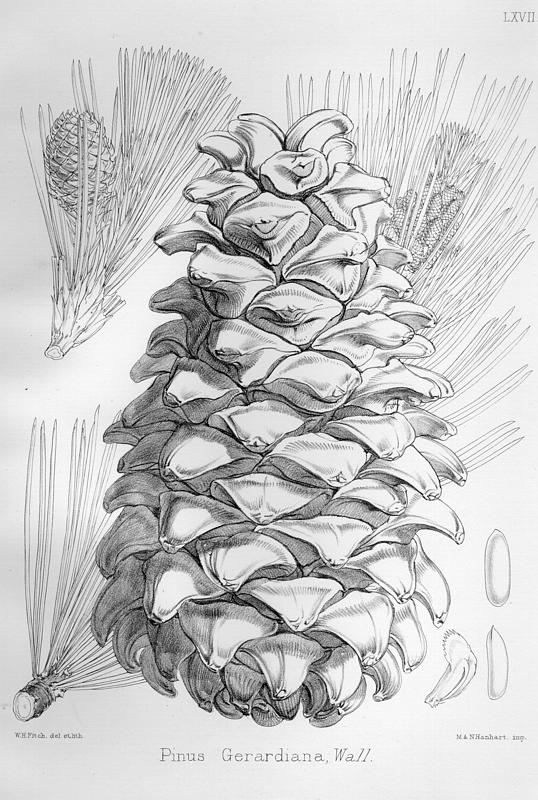
Illustration

### Chromosomenzahl
Die Chromosomenzahl beträgt 2n = 24.

## Verbreitung, Ökologie und Gefährdung
Das natürliche Verbreitungsgebiet von Pinus gerardiana liegt im westlichen Himalaya, im Nordosten von Afghanistan, im Süden des Autonomen Gebiets Tibet, in den indischen Bundesstaaten Jammu und Kashmir und Himachal Pradesh sowie im Norden von Pakistan.
Pinus gerardiana wächst im Gebirge in Höhen von 2000 bis 3350 Metern. Damit ist das Verbreitungsgebiet im Himalaya auf die Talsohlen zwischen den hohen Gipfeln beschränkt, was die einzelnen Populationen voneinander trennt. Das Verbreitungsgebiet wird der Winterhärtezone 8 zugerechnet mit mittleren jährlichen Minimaltemperaturen zwischen −12,2 und −6,7 °Celsius (10 bis 20 °Fahrenheit). Im Verbreitungsgebiet gibt es keinen ausgeprägten Monsun und die jährliche Niederschlagsmenge liegt meist unter 1000 Millimeter, die meist in Form von Schnee fällt. Die Art bevorzugt trockene, sonnige Hänge mit mehr oder weniger offenem Bewuchs, wo sie zusammen mit anderen Nadelbäumen wie der Himalaya-Zeder (Cedrus deodara) und dem Persischen Wacholder (Juniperus polycarpos) und Laubbäumen zu finden ist. Die Samen werden wie bei anderen Kiefern mit ungeflügelten Samen durch Vögel, beispielsweise dem  Himalayahäher (Nucifraga multipunctata), verbreitet.
In der Roten Liste der IUCN wird Pinus gerardiana aufgrund des kontinuierlichen Rückgangs der Bestände als gering gefährdet („Near Threatened“) eingestuft. Der Rückgang wird auf etwa 30 Prozent geschätzt. Aufgrund des sehr fragmentierten Verbreitungsgebiets wird die gesamte noch besiedelte Fläche auf unter 2000 Quadratkilometer geschätzt, die auf mehr als zehn Gebiete aufgeteilt ist. Hauptbedrohung ist die Umwandlung von Waldgebieten in landwirtschaftliche Anbaugebiete, was die Fragmentierung weiter verstärkt. Überweidung und das Ernten der Zapfen verhindert die natürliche Regeneration der Bestände. Zusätzlich werden die Bäume gefällt und als Feuerholz verwendet, was die Situation noch verschlechtert. In Afghanistan gibt es Plantagen, um die essbaren Samen zu gewinnen. In mehreren Teilen des Verbreitungsgebiets wurden Schutzzonen eingerichtet, was jedoch nicht den weiteren Rückgang der Bestände verhindert.

## Systematik und Forschungsgeschichte
Pinus gerardiana ist eine Art aus der Gattung der Kiefern (Pinus), in der sie der Untergattung Strobus, Sektion Quinquefoliae und mit zwei anderen Arten der Untersektion Gerardianae zugeordnet ist. Die Art wurde von David Don 1832 in Description of the genus Pinus erstmals wissenschaftlich gültig beschrieben. Die zuvor erfolgte Beschreibung von Nathaniel Wallich erfüllte nicht die Anforderungen einer Erstbeschreibung. Der Gattungsname Pinus wurde schon von den Römern für mehrere Kiefernarten verwendet. Das Artepitheton gerardiana ehrt den schottischen Entdecker Alexander Gerard (1792–1839), der die Art 1821 bei der Erkundung des Koonawur-Distrikts mit der Bengal Native Infantry fand und Nathaniel Wallich in Kalkutta zeigte.
Synonyme der Art sind Pinus aucklandii Lodd. ex Gordon, Pinus chilghoza Knight, Pinus gerardii J.Forbes und Pinus neosa Gouan ex W.H.Baxter.
Borke und Nadeln von Pinus gerardiana ähneln denen der Bunges Kiefer (Pinus bungeana), sie hat aber größere und anders geformte Samenzapfen und Samen.

## Verwendung
Die größte wirtschaftliche Bedeutung haben die essbaren und ölreichen Samen. Sie werden geerntet, indem im Herbst und Frühwinter die Zapfen von den Bäumen geschlagen werden. Die Samen werden auf Märkten in den Ebenen Nordindiens verkauft. Bäume, die nicht mehr ausreichend Samen produzieren, werden gefällt und zu Feuerholz verarbeitet. Das Holz wird auch lokal als Bauholz und für Schreinerarbeiten verwendet. Die Art wird nur selten als Zierpflanze gepflanzt, obwohl die Borke jener von Bunges Kiefer ähnelt, jedoch weniger bunt ist.